# Puerto de Ancares
El puerto de Ancares es un puerto de montaña de la sierra de Ancares que une la provincia de Lugo, en su municipio de Navia de Suarna, con la provincia de León, a través de su municipio de Valle de Ancares. Tiene una altitud de 1648 m s. n. m.
La ubicación administrativa de la cima del puerto ha sido motivo de disputa entre Lugo y León desde 2014, si bien de momento queda establecida en Lugo por el Instituto Geográfico Nacional.

## Accesos
El acceso en vehículo al puerto de Ancares se hace por la carretera LE-4211:
- desde Balouta (Valle de Ancares, León) si se viene de la aldea de Murias, parroquia de Rao (Navia de Suarna, Lugo) o del Principado de Asturias,

- desde Suárbol (Valle de Ancares, León) si se llega desde Piornedo (Cervantes, Lugo).

- El acceso desde el valle de Ancares se hace por Tejedo de Ancares (Candín, León).

- Desde Murias de Rao se sube directamente al puerto por la braña de Pandozarco siguiendo la carretera estrecha LU-P-3508/1 que enlaza más arriba con la LE-4211. Es una ruta muy apreciada por los ciclistas a pesar de ser una ascensión muy larga y con pendientes de hasta casi 20%.[6] Fue la escogida por la Vuelta a España 2014.

Desde el puerto salen rutas de senderismo que llevan a las cercanas cumbres de la sierra: el CA003 conduce al pico Miravalles (1966 m s. n. m.) a 4,23 km, y el CA007 al pico Cuiña (1992 m s. n. m.) a 3,5 km. Una pista sube de la cima del puerto al alto conocido como «mirador de Balouta», desde el que se disfruta de una vista panorámica sobre los valles cercanos.

## Toponimia
El nombre «puerto de Ancares» está documentado desde el siglo VI. En la transcripción de un documento en latín del II Concilio de Braga, celebrado en 572, se le nombra como Portum Ancares. En el siglo XVIII aparece como Puerto de Ancares en el Atlas Geográfico de España (1767) de Tomás López, pero a finales del mismo siglo aparece también como Puerto de la Magdalena en un documento publicado en El Bierzo. Un documento del ejército español de 1866 lo cita de nuevo como Puerto de Ancares.

## Vuelta a España
El puerto de Ancares es un puerto de montaña ciclista clasificado como de primera categoría o categoría especial, según la vertiente desde la que se acceda.
La Vuelta a España 2011 transitó por primera vez por la sierra de Ancares, ascendiendo al puerto de Ancares desde Navia de Suarna, Murias de Rao y Balouta, en la etapa 13.ª Sarria-Ponferrada, descendiendo a Tejedo de Ancares, Candín y Vega de Espinareda, siguiendo el recorrido de la LE-4211.
La etapa acabó en Ponferrada y por el puerto, que fue testigo de un ataque de Juanjo Cobo, pasó en primera posición el madrileño Dani Moreno. 
En la Vuelta a España 2012, la etapa 14.ª que salió de Palas de Rey situó su meta en la Cruz de Cespedosa, a 2,6 km antes de la cima del puerto, tras pasar Navia, Murias subiéndose de nuevo por la vertiente de Balouta. El ganador de etapa en su cima fue Purito Rodríguez, que superó al vencedor final de esa edición, Alberto Contador. . La Vuelta a España 2014, etapa 20.ª, volvió al puerto pero situando la meta en el Puerto de Ancares mismo y subiendo por una nueva vertiente. Adquirió renombre cuando las rampas de subida al puerto desde la braña de Pandozarco, en Lugo, fueron el marco del duelo entre Christopher Froome y Alberto Contador que aquel año ganó la Vuelta por tercera vez.

## Mapa interactivo
El entorno del puerto de Ancares se puede conocer en el mapa interactivo que sigue; pulsando sobre él se abre en pantalla completa, con icono X en la esquina superior derecha, que lo cierra y retorna a este artículo. Así mismo, pulsando sobre los elementos cartografiados obtendrá información sobre los mismos.